# Dénes Nagy
Dans le nom hongrois Nagy Dénes, le nom de famille précède le prénom, mais cet article utilise l’ordre habituel en français Dénes Nagy, où le prénom précède le nom.
Dénes Nagy, né en 1980, est un réalisateur et scénariste hongrois.

## Biographie
À la Berlinale 2021, il remporte l'Ours d'argent du meilleur réalisateur pour son film Natural Light (Természetes fény),.

## Filmographie

### Réalisateur
- 2004 : 2003 November (court métrage)
- 2006 : Együtt (court métrage)
- 2008 : Russian Playground (court métrage documentaire)
- 2009 : Cinetrain: Where Does Europe End? (documentaire)
- 2009 : Berlinskaya Fuga (court métrage)
- 2010 : Riport (court métrage)
- 2013 : Lágy esö (court métrage)
- 2013 : Másik Magyarország (documentaire)
- 2015 : Harm (documentaire)
- 2021 : Natural Light (Természetes fény)

## Distinction
- Berlinale 2021 : Ours d'argent du meilleur réalisateur pour Natural Light